# 803
| 803                |
| ------------------ |
| Dødsfald - Fødsler |
|                    |

| Gregoriansk kalender | 803 DCCCIII             |
| Ab urbe condita      | 1556                    |
| Armensk kalender     | 252 ԹՎ ՄԾԲ              |
| Kinesiske kalender   | 3499 – 3500 壬午 – 癸未 |
| Etiopisk kalender    | 795 – 796               |
| Jødisk kalender      | 4563 – 4564             |
| Hindukalendere       |                         |
| - Vikram Samvat      | 858 – 859               |
| - Shaka Samvat       | 725 – 726               |
| - Kali Yuga          | 3904 – 3905             |
| Iransk kalender      | 181 – 182               |
| Islamisk kalender    | 187 – 188               |

Se også 803 (tal)